# アンドレ・シャプロン
アンドレ・シャプロン（André Chapelon、1892年10月26日 - 1978年7月22日）はフランスの有名な機械技術者で、先進的な蒸気機関車の設計者である。エコール・サントラル・パリ出身で、厳格な科学的方法を設計に持ち込んだ数少ない機関車設計者の1人であり、また熱力学や流体力学など様々な分野の最新の知識と理論を機関車工学の分野に適用しようとした。しかし様々な事情により、その能力を最大限に発揮することはついにできなかった。

## 経歴

### 生い立ち
フランス中央部、中央高地にあるロワール県サン＝ポール＝アン＝コルニヨンに生まれる。幼い頃からパリ・リヨン・地中海鉄道 (PLM) の蒸気機関車に親しみ、蒸気機関車ファンとして育った。1913年6月にエコール・サントラル・パリの入学試験に合格した。この当時のフランスの兵役法では、エコール・サントラルに在学する5年間のうちに2年間兵役を務めることになっており、それは最初と最後の1年ずつ務めるか、最後に2年まとめて務めるかの選択ができるようになっていた。シャプロンは前者を選んで、1913年10月に砲兵少尉として軍隊に入った。除隊が迫った1914年7月、第一次世界大戦が勃発して復学は遠のいてしまった。戦争終結後1919年にようやく復学し、本来3年の修学期間を2年に短縮されて1921年に29歳で卒業した。

### 鉄道への就職
シャプロンはエコール・サントラルを卒業すると、早速子供の頃から親しんできたPLMへ就職した。車両・動力部門に配属されて実際の蒸気機関車に触れ、そこで複式の6100型機関車の運転を見て疑問を抱き、積極的に改善の提案を論文で発表するようになった。直属の上司はこれに賛同したものの、会社の上層部は全く理解を示さず、シャプロンは1924年に社内の電話事業へ転進することになった。

### キルシャップの発明とシャプロンマジック
大学時代の教官に相談した結果、そのつてを頼って1925年1月にパリ・オルレアン鉄道 (PO) へ転職することができた。ここでは調査・研究部門に配属され、蒸気機関車の排気方式の改良を主に担当することになった。
蒸気機関車では、シリンダーで蒸気を膨張させてピストンを駆動して動力を得た後、まだ圧力が残っている蒸気を煙室内に吹き出させることでドラフト作用を起こし、ボイラーからの燃焼ガスを煙突を通じて押し出して、代わりに新鮮な空気が火室に入ってくることを助ける仕組みになっている。完全に蒸気の膨張力をシリンダーで使ってしまうとドラフト作用が弱くなりボイラーの火力を落とすが、ドラフト側に余分に圧力を使うとシリンダー出力が弱くなってしまう。その兼ね合いをうまく設計すると共に、ドラフト部分の装置を工夫することで機関車全体の効率を改善することができる。

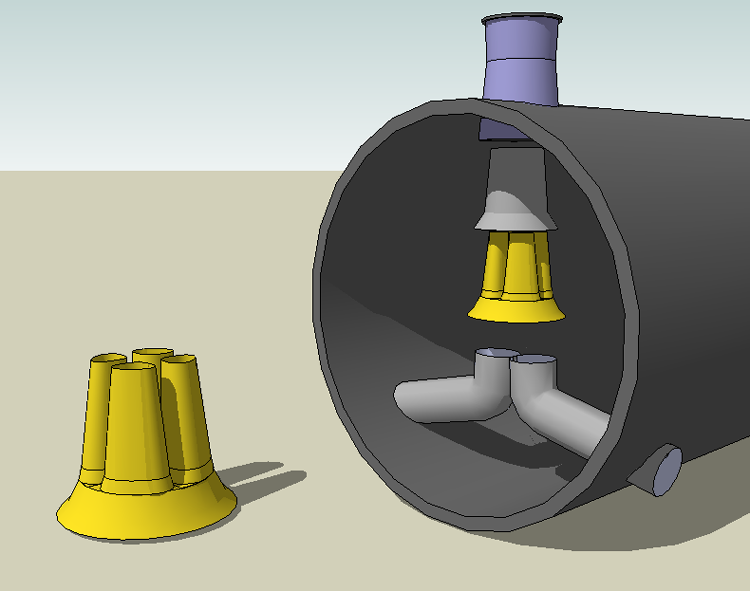
キルシャップの構造

1919年にフィンランドの技術者キララが開発したキララスプレッダーは、ブラストノズルからの蒸気流を4つに分割して吹き出させて、うまく燃焼ガスと蒸気を絡ませて効率よく排気することができる。右の図の黄色い部品がキララスプレッダーで、円錐状の4つの部品で蒸気流を4つに分けている。シャプロンは、これにさらに煙突の下側にペチコートと呼ばれる円筒状の部品を取り付けることで、キララスプレッダーの下側のブラストノズルとの間、キララスプレッダーとペチコートの間、ペチコートと煙突の間の3段から燃焼ガスを吸い込んで排気を促進する改良を加えた。これをキララとシャプロンの名前を合わせて「キルシャップ」(Kylchap) と呼ぶ。
また、火力発電所や蒸気タービン式の船の場合は、高い煙突を利用して煙突効果による排気を期待できるが、蒸気機関車の場合は車両限界に阻まれて煙突を高くするのは限界がある。ベルギーの技術者リゲインは1925年に、2本に煙突を増やす方法を考えた。面積を2倍に増やすと高さを{\displaystyle {\dfrac {1}{\sqrt {2}}}}に抑えることができる。シャプロンもこの考えを取り入れて、キルシャップを2つ縦に並べる構造を考えた。これをダブルキルシャップという。
パリ・オルレアン鉄道の1909年製車軸配置4-6-2の3500型蒸気機関車の中でも特に調子が悪かったNo.3566を対象に、これらの改造を施行してみることになった。シャプロンはこの他に、ボイラーからシリンダーまでの蒸気流路（スチームサーキット）の断面積を拡大し、パイプの曲がりを緩くして、絞り効果（ワイヤードローイング）による蒸気圧力の損失を軽減することにした。また、複式機関車では高圧シリンダーで消費した蒸気を低圧シリンダーへ送って再利用しているが、温度が下がりすぎて低圧シリンダー内で一部蒸気が凝縮してしまっていた。このため高圧シリンダーに送る蒸気の温度をさらに高めることにした。他に給水暖め器を取り付けたり、アメリカで開発されたニコルソン形サーミックサイホンを取り付けたりした。やはりシャプロンの構想に対する上層部の理解が薄かったことから、これらの改造には3年が掛かり完成は1929年となった。
本来の出力は1,850馬力であるこの機関車は、シャプロンの理論計算によればスチームサーキットの改善により20パーセント、加熱温度の上昇により10パーセント、キルシャップの採用により25パーセントの出力上昇が期待でき、トータルでシリンダー出力3,000馬力超を見込んでいた。1929年11月29日に試運転が行われ、予定通り3,000馬力を超える出力を確認した。また石炭の消費は通常時で75パーセントに減少した。各地で試運転が繰り返され、大幅な時間短縮と燃料節約が確認された。こうしたことから、パリ・オルレアン鉄道では従来型の蒸気機関車が次々にシャプロン方式で改造されることになった。こうした改造をシャプロンリビルドと呼ぶ。また劇的な効果から「シャプロンマジック」とも呼ばれた。シャプロンリビルドの機関車で、パリ - ボルドー間はそれまでより1時間以上短縮されて5時間50分となった。

### シャプロンリビルドの広まり
1938年に統合でフランス国鉄(SNCF)が発足するまで、フランスには5大鉄道として、PLM、POの他に北部鉄道、東部鉄道、国有鉄道があった。シャプロンリビルドは他の鉄道会社にも衝撃を与え、それぞれの会社にも機関車が持ち込まれて試験が行われた。その結果、北部鉄道や東部鉄道でも同様の改造が広まることになった。
また、POでは続いてパリ - トゥールーズ間の改良に取り組むことになり、4500型に対してシャプロンリビルドが施された。もともと車軸配置4-6-2である4500型から従輪を取り除き、動輪を追加して車軸配置4-8-0にするもので、常識的には蒸気発生量を下げることになってしまう広火室から狭火室への改造を伴っていた。代わりに3.8メートルにおよぶ長い火室を採用し、ボイラー圧力は20気圧に上げられた。また給排気バルブはスライドバルブからレンツ式ポペットバルブへと換装された。1933年に実施された試験の結果、128 km/hで4,000馬力を超える出力を達成した。この実績により他の機関車も同様の改造を受けることになり、240 700型とされた。
5大鉄道が統合されてフランス国鉄が発足すると、POに残されていた4500型全てに同様の改造が実施されることになり、240 700型への改造点に加えて自動給炭機（メカニカルストーカー）と低圧シリンダーの大型化を実施した240 P型となった。240 P型は第二次世界大戦勃発後の1940年から1941年にかけて改造が完成し、旧PLMの区間に配置された。240 P型はシリンダー出力に換算して4,400馬力に達し、機関車重量1トンあたり39馬力という蒸気機関車史上空前の値を記録した。

### ヨーロッパ最強の242 A 1型
1932年にエタ鉄道が中央車両設計研究所に依頼して開発した車軸配置4-8-2の241 101型機関車は、鳴り物入りで登場したにもかかわらず予定通りの出力を達成できず、そればかりか脱線を頻繁に引き起こす問題機関車であった。1942年になってこの機関車の改良の仕事がシャプロンに回ってきた。
もともとの車軸配置4-8-2に対して、台枠の強化などの重量を支えるために従輪が追加されて4-8-4となった。この機関車もやはり複式機関車であるが、内側シリンダーはクランクの強度の関係で1つになり、3シリンダー機である。中央シリンダーが高圧シリンダーで、両側シリンダーが低圧シリンダーである。3シリンダー機であるにもかかわらず、両側シリンダーの位相の差は120 度ではなく単式機関車と同じ90 度に設定されている。これらと中央シリンダーの位相差は135度となっている。また弁装置はワルシャート式で、ポペットバルブではなくウィトロー式複式ピストンバルブを使っている。煙突を縦に3つ並べてそれぞれにキルシャップを装着したトリプルキルシャップが採用された。ボイラー圧力は20 気圧である。
こうしてシャプロンリビルドを施された241 101型は242 A 1型となり、1946年5月18日に完成した。従来シリンダー出力で2,800 馬力であったこの機関車は、120 km/h運転で5,500 馬力を出すことに成功した。最大牽引力65,679 ポンド（292.15 キロニュートン）、平均牽引力46,225 ポンド（205.6 キロニュートン）に達する。これはヨーロッパの蒸気機関車の中では史上最強の出力を持っているものである。出力が大きいにもかかわらず、イギリスなどの最優秀機関車に比べても石炭の消費率が低く、またアメリカの最強機関車と比べると出力では多少劣るが機関車重量は大幅に軽い。最高速度などの人目につきやすい記録を出すためだけにチューニングされているわけではなく、実用目的で使いやすいように設計されている機関車であった。
試運転において、既に電化されている区間において普段は電気機関車が牽引しているノンストップの列車を、242 A 1型はその優れた性能で途中駅に停車しながらも所要時間を短縮してみせた。この衝撃は大きく、電気機関車関係者は慌てて大戦前に製造された9101型電気機関車が従来3,900 馬力であったところを4,900 馬力へ増強する改造に踏み切ることになった。またアルゼンチンからディーゼル機関車を買い付けにフランスへやってきた鉄道関係者は、この試運転を目の当たりにして代わりにシャプロン設計の蒸気機関車を購入すると共に、自国の既存機関車にもシャプロンリビルドを施すことになった。

### その他の業績
シャプロンは他にも多くの機関車の改造を行っている。1936年から車軸配置2-10-0の6000型蒸気機関車を改造して造った車軸配置2-12-0の160A1型は、高圧シリンダーを2つ、低圧シリンダーを4つ備えた6シリンダー機であった。高圧シリンダーからの排気が低圧シリンダーへ行く間にシュミット式の過熱装置を通過して再過熱（リヒーター）される仕組みで、高圧シリンダー同士は90度の位相差、低圧シリンダー同士は、両側2シリンダーが120度の位相差、中央2シリンダーは180度の位相差で、中央シリンダーと両側シリンダーの間は120度の位相差である。この機関車は完成して間もなくナチス・ドイツのフランス侵攻に直面して避難させられることになり、大戦後は242 A 1型の開発が優先されている間に無煙化が進行してしまったために、十分な試運転も行われずに廃車となってしまった。
フランスがドイツの占領から解放されると、運転が難しい複式機関車の1日当たりの走行距離がとても低いことが問題となった。深刻な事態に対応するため1945年1月からアメリカとカナダに大量の機関車が発注された。こうした機関車はフランス流の効率を追求した複式機関車ではなく、1918年より製造が開始されたライトミカド型を基にした単純な取り扱いのできる単式機関車であった。これらにもシャプロンリビルドが施され、スチームサーキットの拡大、キルシャップの装着などが行われた。従来の煙突と比較すると低速での性能はまったく変わらないが、高速時には従来煙突が約2600馬力で頭打ちになった一方キルシャップでは約2900馬力を記録するなど効果を上げた。これらは141 R型となり、無煙化と合理化が進展して蒸気機関車の運転や保守の技能が低下して複雑なフランス流機関車の扱いが困難となった中でも、単純な構造であることから取り扱いやすく、1970年以降まで運行が続けられた。141Rは凡庸な人員を交代で運行されながら機関車の性能を最大限に引き出せたためSNCFに革新をもたらし、総合的に他のフランス製蒸気機関車よりもはるかに優れていたため、自国産の機関車を退役させ最後まで現役で使われた蒸気機関車となった。
大戦後も、戦前にシャプロンが改造した240 P型は引き続き好調に運用されていたが、さらに急行用機関車を増備するに際してはこれをそのまま増備するわけではなく、また試運転が行われていて既に圧倒的な性能を示していた242 A 1型を量産に移すわけでもなく、フランス国鉄成立前にPLMが開発していた241 C型の改良版を量産することになった。これは旧PLM関係者の政治的圧力によるものだとされている。241 C型は車軸配置4-8-2の4シリンダー複式機であった。これにシャプロンリビルドを行って241 P型としたものが1948年から1952年まで合計40両生産された。これはフランス最後の急行用蒸気機関車の量産である。しかし241 P型は240 P型ほどの出力は出せず、元の機関車が持っていた欠点を受け継いでしまっていた。それでも1970年まで本線での運行に用いられた。
シャプロンは、幹線網の軸重を29トンまで増強してそれに対応した蒸気機関車を設計するのが、軸重増強に要する土木工事の費用を含めても総合的に見れば効率的であると考えていた。しかし電化すれば、全軸駆動のできる電気機関車にとってこうした軸重増強の必要性は薄い。シャプロンは一時的には電気機関車の性能を上回る蒸気機関車を示して見せたが、電気機関車の技術もその後発展しており、鉄道全体の大局的な技術の発展から見てシャプロンのやり方を進めた方が正しかったとは必ずしもいえない。

### 退職後
シャプロンはフランス国鉄退職後、南米へ移住しそこで蒸気機関車開発を続けた。その中にはブラジルのメーターゲージ用蒸気機関車の開発もあった。後に友人となるアルゼンチン人のリビオ・ダンテ・ポルタと会うことになる。

## シャプロンの手法
シャプロンは、高速ストロボスコープ写真を利用して蒸気流を見るなど、利用できるもっとも正確で完全な実験・検知装置を用いて、彼の実験的な設計が実際にはどのように振舞うのかを徹底的に理解しようと実験した。
シャプロン以前では、なぜある設計が他の設計よりうまく動くのかを理解しようとした技術者や設計者はほとんどいなかった。彼らは単に試行錯誤をし、経験則と当て推量と、適切な実証がほとんどなされていない経験的な法則と設計規則に基づいて、以前の機関車の特性を再現しようとしていたに過ぎなかった。

### 効率
効率がシャプロンの設計上の最大の関心の1つであった。彼の機関車の中には効率が12 パーセントを超えたものもあり、これは蒸気機関車にとっては例外的なものであった。効率の高さにより、単に機関車を拡大して大きな出力を得るのではなく、燃料消費の少ない小さな機関車で大きな出力を得ることができた。

### 複式機関車と蒸気流
フランスで広く用いられていた複式機関車は、効率はよいが扱いも設計も難しいものであった。シャプロンは複式機関車の設計をうまくこなし、高圧シリンダーと低圧シリンダーの圧力配分などを最適に行うことに成功していた。他にも蒸気流に着目してスチームサーキットを改善したり、キルシャップを装着して排気を改善したりすることは定番の手法であった。自動給炭機や自動軸箱楔のようなアメリカ流の合理化設備も積極的に取り入れていた。シャプロンの仕事はアメリカでは無視される傾向にあったが、シャプロン自身はアメリカ流の合理性とフランス流の効率追求の折衷を理想的と考えていたようで、アメリカの技術の影響が見られる。

### 車輪とレール
シャプロンは、効率的で強力な機関車を製造するために、機関車の全ての側面が改善され、科学的に取り扱われる必要があると気付いていた。彼は機関車の走行中の振る舞いと鉄のレール上の鉄の車輪の特性について研究した。彼の知識はかなり後になってフランスの高速鉄道であるTGVに生かされた。

## 周囲との軋轢

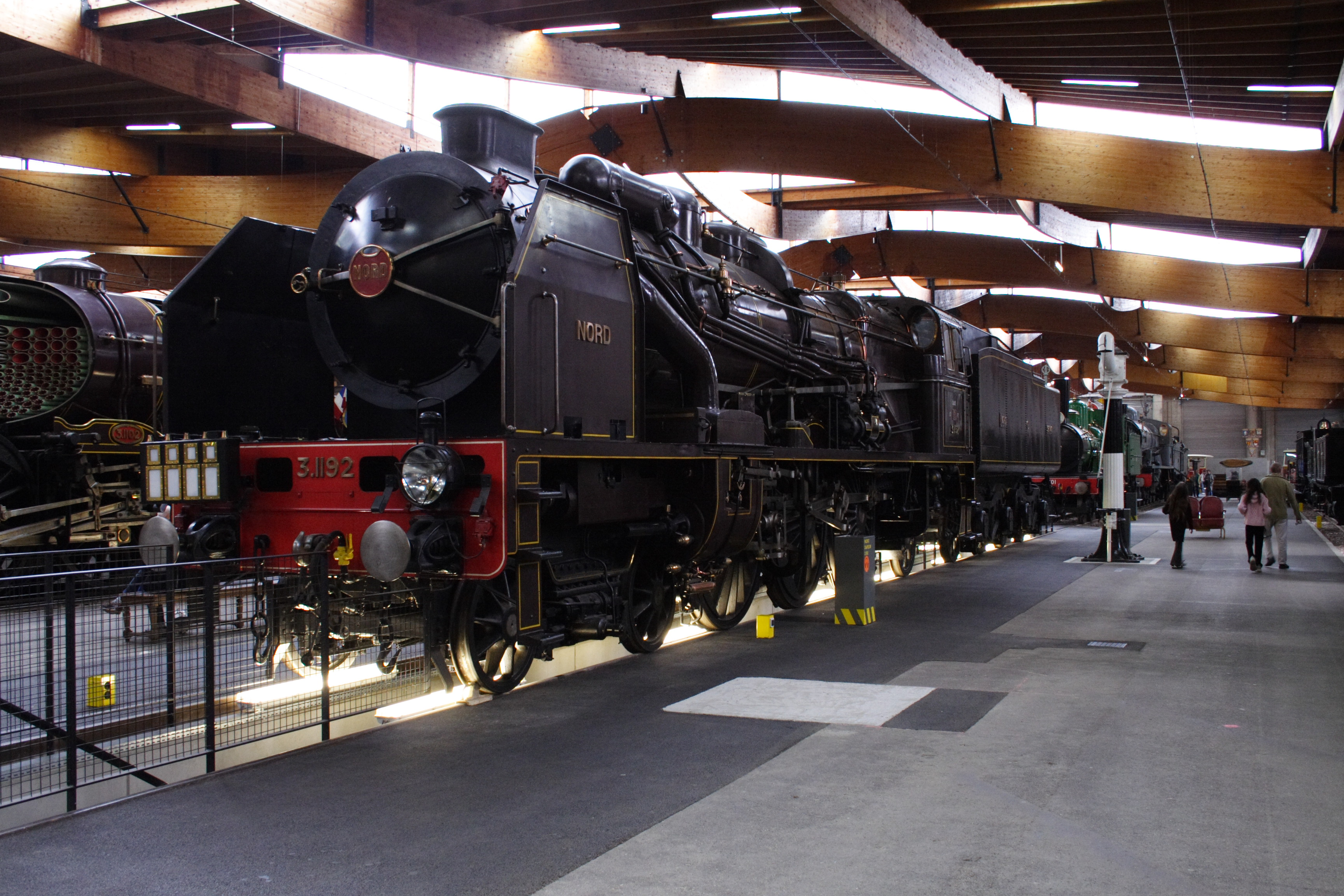
シャプロンの唯一の保存機関車

シャプロンは結局、全くの新設計で蒸気機関車を造り、量産する機会を一度も与えられることはなく、既存の機関車の改造だけに留まった。彼の人生が2回の世界大戦に影響を受けてしまったこと、鉄道が近代化して蒸気機関車が置き換えられていく時代に差し掛かってしまったことの影響もあったが、周辺環境の問題も大きなところがあった。
シャプロンの業績は顕著なものであったが、それがために周囲との軋轢は絶えることがなかった。彼が既存の機関車を改造して大きな出力改善を得たということは、彼の前任者たちが無能で、機関車が本来持っている力を十分に引き出せていなかったということを明らかにしてしまったからである。またフランス国鉄が5大鉄道の合同で成立した組織であることから、母体となる各鉄道会社の派閥があり、特にPLM出身者は自分たちの技術を残そうとして、大戦後の急行形量産機が240 P型や242 A 1型ではなく、241 P型となった大きな原因となった。
さらに大戦後は政府や国鉄上層部は急速に無煙化を進めていく方針を取った。しかし、そうした上層部に言わせれば古ぼけて時代遅れであるはずの蒸気機関車が、シャプロンの改造により圧倒的な性能を発揮し、最新鋭であるはずの電気機関車を上回る実績を見せてしまったことは、かえって目障りなものとして扱われた。
1953年にシャプロンはフランス国鉄を定年退職した。その後は、シャプロンの機関車は現場の機関士からの評判はよかったにもかかわらず急速に廃車され、解体されていくことになった。最強の242 A 1型も1961年に解体された。240 700型や240 P型も多数が存在したにもかかわらず1両の保存車両もなかった。公式には、試作機や改造機は保存に値しないという理由とされたが、実際にはフランス国鉄の幹部から目障りに扱われたのではないかとされている。結局、シャプロンが関わった機関車で残されたのは、北部鉄道向けのパシフィック機1両のみで、ミュルーズのフランス鉄道博物館で展示されている。
しかしながら、電気機関車はだれがどの車両でも運転できるのに対し、フランスの蒸気機関車は同じ人員が運転しなければ技術的問題が生じる問題があり、交代が行われないことが普通だった。
そればかりか、乗員を専属させることによる非効率さにより、戦後に導入された取り扱いが容易で専属以外の乗員でも運転ができるフランス国鉄141R形蒸気機関車が自国の複式機関車よりも卓越した燃料節約ができると判明している。複式機関車そのものが運転に繊細な注意を必要とする複雑で高価な陳腐な存在と指摘され、１日当たりの走行距離は低く、1938年に75km/h、1962年に117km/hに増加したが電気機関車は335km/hであった。
極めて低かった運転指標が、電化により飛躍的に向上したため、フランス製蒸気機関車の存在が電化の原動力になっているとの指摘すら存在した。

## シャプロンの遺産
シャプロンの業績は、彼の友人であるアルゼンチンのリビオ・ダンテ・ポルタや他の人々の業績に受け継がれて、20世紀後半の蒸気機関車に大きな影響を与えた。またイギリス国鉄86形電気機関車の1両に名づけられた数少ない外国人鉄道技術者である。さらにポルタの関わった、アルゼンチンのリオ・トゥルビオ鉱山鉄道の蒸気機関車100型の1両にもアンドレ・シャプロンの名が与えられたものがある。